# 씬 (2024년 영화)
"씬"은 2024년에 개봉한 대한민국의 영화이다.

## 캐스팅

### 주연
- 김윤혜 : 시영 역
- 송이재 : 채영 역
- 박지훈 : 휘욱 역
- 이상아 : 윤 회장 역

### 조연
- 이선 : 현남 (시영 모) 역
- 변정현 : 기완 (윤회장 비서) 역
- 유성용

## 기타
- 영화의 촬영지는 여수, 순천, 광양 일대이다.